# De groeten van Mike!
De groeten van Mike! is een Nederlandse familiefilm, uit 2012, over het jongetje Mike dat in het ziekenhuis ligt en naar huis wil.

## Verhaal
Mike (Maas Bronkhuyzen) mag na maanden in het ziekenhuis naar huis. Zijn moeder Natasja (Bracha van Doesburgh), die een drankprobleem heeft, komt hem echter eerst niet ophalen. Laetitia (Leona Philippo), de verpleegkundige die Mike onder haar hoede heeft, schakelt Jeugdzorg in, met als gevolg dat wanneer Natasja Mike eindelijk komt ophalen ze hem niet meekrijgt. Mike kan voorlopig naar een pleeggezin, maar Mike wil dat niet, daarom misdraagt hij zich zo tegenover de potentiële pleegouders dat het niet doorgaat. Mike denkt dat hij nu in het ziekenhuis kan blijven, maar hij moet nu tot zijn schrik naar een jeugdinstelling ("leefgemeenschap"). Hij schrijft de kinderrechter een briefje waarin hij vertelt dat hij wel voor zichzelf kan zorgen als hij weer bij Natasja woont.
Mike's kamergenootje Vincent (Faas Wijn) heeft een ongeluk gehad waardoor hij niet meer kan lopen. Hij is depressief omdat hij piloot had willen worden zoals zijn vader, wat nu niet meer kan. Mike vrolijkt hem op. Wanneer Mike wordt opgehaald om naar de jeugdinstelling te gaan, loopt hij met Vincents hulp weg uit het ziekenhuis en gaat naar huis, waar hij echter Natasja niet aantreft. De gewaarschuwde politie komt kijken in het huis, maar Mike verstopt zich en wordt niet ontdekt.
Natasja is aan het afkicken van haar alcoholisme in een kliniek. Ze gaat naar het ziekenhuis om Mike te bezoeken en hoort dan dat hij vermist is. Ze vindt hem in haar in een hok met duiven met een deken om  waar hij ziek is geworden doordat hij zijn medicijnen niet heeft. Vincent voelt zich schuldig maar is ook boos op Mike omdat die hem niet had verteld dat hij nog medicijnen nodig heeft. Terug in het ziekenhuis komt Mike er weer bovenop; vervolgens gaat hij op gezag van de kinderrechter naar de jeugdinstelling, ondanks zijn briefje.
Nadat blijkt dat Natasja op de goede weg is gaan Laetitia en Vincent en zijn ouders naar de kinderrechter, die bepaalt dat als het goed blijft gaan Mike na drie maanden weer naar Natasja terug mag; in de tussentijd mag Mike bij Vincent wonen.

## Rolverdeling
| Acteur                 | Personage          | Opmerkingen                         |
| ---------------------- | ------------------ | ----------------------------------- |
| Maas Bronkhuyzen       | Mike Vasilovski    | De hoofdrol                         |
| Faas Wijn              | Vincent            | Vriend in rolstoel                  |
| Bracha van Doesburgh   | Natasja Vasilovski | Moeder                              |
| Leona Philippo         | Laetitia Jurna     | Verpleegkundige                     |
| Carine Crutzen         | Cilia              | Medewerkster Jeugdzorg, "de poedel" |
| Dave Mantel            | Willem             | Ziekenhuisportier                   |
| Hadewych Minis         | Jolanda            | Pleegmoeder van Mike                |
| Nasrdin Dchar          |                    | Verpleegkundige                     |
| Patrick Stoof          |                    | Ziekenhuiskok                       |
| Vincent Croiset        | Sjoerd             | Pleegvader van Mike                 |
| Bart Klever            |                    | Ziekenhuisarts                      |
| Chris Tates            |                    | Vader van Vincent                   |
| Marloes van den Heuvel |                    | Moeder van Vincent                  |
| Gaite Jansen           |                    | Lerares                             |
| Bob Fosko              |                    | Patiënt                             |
| Roos Ouwehand          | Lisa De Klein      | Kinderrechter                       |
| Tjebbo Gerritsma       |                    | Dj bij AZO TV                       |

## Trivia
- Artiesten Project Hyplified, Bollebof, Sway en Tur-G brachten het nummer Zal er voor je zijn uit, deze diende als soundtrack voor de film.[1]